# Ghiacciaio Waldron
Il ghiacciaio Waldron (in inglese Waldron Glacier) è un ghiacciaio situato sulla costa Banzare, nella parte orientale della Terra di Wilkes, in Antartide. Il ghiacciaio, il cui punto più alto si trova a circa 100 m s.l.m., fluisce verso ovest fino a entrare nella parte orientale della baia Porpoise, a metà strada tra i ghiacciai Sandford e Morse.

## Storia
Il ghiacciaio Waldron è stato mappato per la prima volta nel 1955 da G. D. Blodgett grazie a fotografie aeree scattate durante l'operazione Highjump, 1946-1947, ed è stato in seguito così battezzato dal Comitato consultivo dei nomi antartici in onore di Thomas W. Waldron, assistente del capitano del Porpoise, un bricco facente parte della Spedizione di Wilkes, 1838-42, ufficialmente conosciuta come "United States Exploring Expedition" e comandata da Charles Wilkes.